# Cryptanthus correia-araujoi
Cryptanthus correia-araujoi är en gräsväxtart som beskrevs av Elton Martinez Carvalho Leme. Cryptanthus correia-araujoi ingår i släktet Cryptanthus, och familjen Bromeliaceae. Inga underarter finns listade i Catalogue of Life.